# William R. Gorham
William R. Gorham (* 4. Januar 1888 in San Francisco, Kalifornien; † 24. Oktober 1949 in Japan) war ein in den Vereinigten Staaten geborener Ingenieur, der nach Japan auswanderte und später seine US-Staatsbürgerschaft aufgab, um in Japan eingebürgert zu werden. Sein japanischer Name nach der Einbürgerung lautete Gorham Katsundo.
In der Zeit nach dem Ersten Weltkrieg bis zu seinem Tod nach dem Zweiten Weltkrieg spielte Gorham eine große Rolle in der japanischen Maschinenbauindustrie, die er nach US-Vorbild technologisch rationalisierte, indem er amerikanische Techniken und Arbeitsweisen einführte. Dies betraf insbesondere Design, Entwicklung und Produktion von Maschinen. Der talentierte Ingenieur hatte im Laufe seines Lebens mit zahlreichen technischen Aspekten zu tun, von der Einführung und Anwendung von Fertigungsprozessen sowie Produktionskontrollsystemen über die Entwicklung von verschiedensten Endprodukten bis hin zur technischen Beratung für zahlreiche Unternehmen. Gorham brachte seine Fachkompetenz beispielsweise in die Konzerne Nissan, Hitachi und Canon ein.

## Leben
Gorham wurde am 4. Januar 1888 in San Francisco im Bundesstaat Kalifornien geboren. In seiner Kindheit begleitete er seinen Vater William J. Gorham mehrmals auf Reisen nach Japan. Sein Vater war ein Geschäftsmann, der als Führungskraft bei dem Reifenhersteller B. F. Goodrich Company arbeitete und  für den asiatischen Raum zuständig war, weswegen er aus beruflichen Gründen zwischen den Vereinigten Staaten und Japan oder China verkehrte. Schon damals machte sich Gorhams umfangreiches Interesse an Technik bemerkbar, was von seiner Familie gefördert und unterstützt wurde. Nach seiner Schulzeit gründete er eine Fabrik und nach seinem Abschluss als Ingenieur der Elektrotechnik am Heald Institute of Technology in San Francisco war er in der Motorenentwicklung tätig.
Im Jahr 1911 gründete Gorham zusammen mit seinem Vater ein Unternehmen namens Gorham Engineering. Gefertigt wurden verschiedene Motoren, darunter auch sogenannte Halbdiesel, und auch Motorboote sowie großformatige Feuerlöschpumpen. 1916 entwickelte Gorham einen wassergekühlten Flugzeugmotor, der aus sechs Zylindern rund 150 PS entfaltete.

## Leben in Japan
Noch während des Ersten Weltkrieges wanderte Gorham im Jahr 1918 zusammen mit seiner Frau Hazel H. Gorham und seinen Kindern nach Japan aus. Seine Vision war es, dort eine Luftfahrtindustrie aufzubauen. Zu Anfang führte er Postflüge zwischen Tokio und Osaka durch, allerdings war das Land noch nicht reif genug für seine Ideen und er scheiterte mit seinem Vorhaben. Daher wandte sich Gorham anderen Tätigkeiten zu und entwickelte bis 1919 einen Lastwagen-Prototyp in einer Fabrik in der Stadt Kawasaki und ein motorisiertes Dreirad für seinen gehbehinderten Chef Kusibiki. Einige Geschäftsmänner aus Osaka wurden darauf aufmerksam, darunter auch der Präsident von Kubota, und gründeten noch im selben Jahr eine Automobilfabrik unter der Firma Jitsuyō Jidōsha Seizō (engl. Jitsuyo Motors). Gorham wurde leitender Ingenieur und ab 1920 stellte die Fabrik das Gorham Sanrinsha genannte Vehikel in Serie her. Während seiner dortigen Tätigkeit entwickelte er ein weiteres Kraftfahrzeug mit vier Rädern, das daher Gorham 4 Wheeler genannt wurde, später aber in Lila umgetauft wurde.
1921 wurde Gorham von Yoshisuke Aikawa für sein Unternehmen Tobata Imono („Tobata Gussware“, engl. Tobata Casting) abgeworben. Dort war er als leitender Ingenieur für Maschinenentwicklung sowie Produktionstechnik tätig und zuständig für die Fertigung von Motoren für Fischerei und Landwirtschaft. Im Jahr 1926 wurde er als Chefingenieur in das Tochterunternehmen Toa-Seiki versetzt. Dort wurde ihm die Verantwortung für die Automatisierung von Telekommunikations-Vermittlungsstellen und die Verbesserung von Produkten wie beispielsweise Motoren, Bohr- und Schleifmaschinen oder Drucklufthämmern übertragen. 1931 wurde er wieder zu Tobata Imono rückversetzt und dort in der Verbesserung und Massenproduktion von Gusskomponenten für Kraftfahrzeuge eingesetzt. Diese Teile wurden an die japanischen Fertigungsstätten von Ford und General Motors geliefert.
Im Jahr 1933 wechselte Gorham in die im März neu gegründete Automobilsparte von Tobata Imono. Geplant war die Massenfertigung von kompakten Fahrzeugen unter dem Markennamen Datsun. Zur Verwirklichung dieses Plans war es nötig, Arbeitsgeräte sowie Maschinen aus den USA zu kaufen und amerikanische Ingenieure einzustellen. Mit dieser Absicht kehrte Gorham vorübergehend in die Vereinigten Staaten zurück, wo er eine technische Unterweisung in einem Werk von Ford erhielt. Während seines Aufenthalts in den USA erwarb er eine komplette Fertigungsstraße einer stillgelegten Fabrik des Automobilherstellers Graham-Paige. Nach seiner Rückkehr nach Japan wurden die Produktionsanlagen unter der Aufsicht von Gorham in einem neuen Automobilwerk in Yokohama installiert. Nach der Fertigstellung der Fabrik im Jahr 1934 wurde Gorham erneut versetzt, diesmal in die Ingenieursabteilung der Holding-Gesellschaft Nihon Sangyo, welche ebenfalls Yoshisuke Aikawa gehörte und den Hauptsitz seines Konglomerats darstellte. Mittlerweile war die Automobilsparte von Tobata Imono in einem im Dezember 1933 neu gegründeten Unternehmen aufgegangen, dessen alleiniger Inhaber im Juni 1934 Nihon Sangyo wurde und das daraufhin den Namen Nissan Motor Co., Ltd. bekam.
Gorham übernahm 1935 die Leitung über den Bau einer neuen Fabrik und die Entwicklung eines Produktionsprozesses für ein anderes Unternehmen namens Kokusan-Kogyo-Toa-Denki-Seisakusho. 1936 gründete er sein eigenes Unternehmen Kokusan-Seiki zum Bau von Präzisions-Werkzeugmaschinen, in dem er den Posten des Generaldirektors übernahm. Gorham führte seinen Angestellten in allen Arbeitsabschnitten von der Entwicklung bis zur Fertigung durch Einflussnahme auf technische Details, was schließlich zur Einführung und Produktion von Sattelrevolverdrehmaschinen führte. Eine Drehmaschine dieser Art entwickelte sich zum Langzeit-Bestseller neben anderen Produktlinien. Später wurde das Unternehmen Gorhams zu einer Tochtergesellschaft der heutigen Hitachi Ltd. Corporation.

## Japanische Staatsbürgerschaft
Mit dem Ausbruch des Zweiten Weltkriegs im pazifischen Raum im Jahr 1941 erließ die japanische Regierung einen Abschiebungsbefehl für ausländische Einwohner. Nach reiflicher Überlegung traf Gorham die für ihn schmerzliche Entscheidung, die US-Staatsbürgerschaft abzulegen, um in Japan eingebürgert zu werden, da er sonst das Land hätte verlassen müssen. Am 26. Mai 1941 erhielt er die Staatsbürgerschaft Japans, sein Name wurde in den japanischen Namen „Gorham Katsundo“ geändert. Während des Krieges entwickelte er Drehbänke und Strahltriebwerke für Hitachi. Nach dem Ende des Zweiten Weltkrieges 1945 bekam er angeboten, wieder bei Nissan Motor Co., Ltd. zu arbeiten, woraufhin er sich erneut dem Automobilbau widmete. Schließlich wurde er zum Geschäftsführer befördert, bevor er 1947 in eine Beraterrolle für das Unternehmen wechselte. Im Jahr 1948 wurde Gorham als Vizepräsident der Fuji Motor Corporation eingestellt.
Zwischenzeitlich gründete Gorham ein neues Unternehmen, das er Gorham Engineering Co., Ltd. nannte und das er als Generaldirektor leitete. Er beriet japanische Ingenieure hinsichtlich technischer Gesichtspunkte und warb für die Nutzung von Massenproduktionsmethoden. Zahlreiche Unternehmen baten um seine technische Mitwirkung, darunter beispielsweise der Kamerahersteller Canon.
Gorham starb aufgrund einer Erkrankung am 24. Oktober 1949. Er und seine Frau sind auf dem Tama-Friedhof in Tokio beerdigt.